# レッジ・ヒル
レジナルド・エリック・ヒル（1914年5月16日 - 1999年）はイギリスの模型製作者、美術監督、プロデューサー、そしてフリーランスの絵コンテアーティストである。主にジェリー＆シルヴィア・アンダーソン夫妻と働いていた。

## 青年期
1914年5月16日に生まれ、ヒルは1930年代にロンドンの卸売食料品店の陳列部門で働き始め、後に宣伝デザイナーの職へと進んだ。彼は1939年6月に個人の飛行免許を取得した。ヒルは英国空軍の軍役を第二次世界大戦中務め、オックスフォード州にあるベンソン空軍基地で組立工（airframe fitter）の指導者として過ごした。戦後はドイツに配属され、アブロ ランカスターでドイツからイギリスへ帰国時した。

## 戦後
イギリスに帰国すると、ヒルはナショナル・インタレスト・ピクチャー・プロダクションズに英国陸軍、英国空軍、その他政府製作映画の模型デザイナー・アニメーターとして参加した。また彼の美術やデザインの才能は、ペーパークラフト（戦闘機等）、ジグソーパズル、挨拶状や、映画『The Dam Busters』（1955年）等で銃弾をフィルムに描くなどの商業アーティストとしても面にも表れている。

## アンダーソン夫妻との関係
1954年に、ペンタゴン・フィルムズで美術係として働いているときに、ヒルはジェリー・アンダーソンと出会った。アンダーソンはちょうどアーサー・プロヴィスとアンダーソン―プロヴィス（AP）フィルムズを設立したところだった。ヒルはその会社のプロダクションデザイナーとなった。最初は、タップロウを拠点とし、APフィルムズはニコラス・パーソンズも出演した「ブルー・カーズ」などのテレビ向けコマーシャルを製作していた。仕事がないときにはウォルトン・スタジオズで製作されていたテレビ番組『ジ・アドヴェンチャーズ・オヴ・ロビン・フッド』（1957年）などの様々な番組にも関わった。
APフィルムズにロバータ・リーが訪れ、自身の絵本を原案としたテレビ番組の製作依頼を持ちかけてきて、そうして『ジ・アドヴェンチャーズ・オブ・トゥイズル』と『トーチー・ザ・バッテリー・ボーイ』が1950年代の終わりにかけて製作された。ヒルは美術にかかわる物全て、セット、人形デザインから特撮まで関わった。リーとの関係が終わり、ニコラス・パーソンズが保安官テックス・タッカーを演じる新番組『ウエスタン・マリオネット 魔法のけん銃』が始まった。この時代にアンダーソンの低予算映画『クロスローズ・トゥ・クライム』（1960年）にも関わった。

## ルー・グレイドの元での仕事
1962年にAPフィルムズはATVの取締役ルー・グレイドに売却され、1966年には「センチュリー21プロダクションズ」に改名された。グレイドがAPフィルムズに資金提供を行うと『スーパーカー』が製作され、ここでヒルはキャラクター、メカ、セットのデザインを行い、何本か脚本も担当した。この番組によってアンダーソンはSFテレビ番組の世界へと踏み出すこととなった。
一連の人形劇と俳優を起用したテレビ番組は『宇宙船XL-5』、『海底大戦争 スティングレイ』、『サンダーバード』、『キャプテン・スカーレット』、『ジョー90』、『ロンドン指令X（人形劇とライブ・アクションが組み合わせられた）、『謎の円盤UFO』（ほぼライブ・アクション）と続いた。この間に美術監督、製作、製作総指揮として関わる傍ら、ヒルは番組コンセプト、メカ、キャラクター、セット・デザインにも関わり続けた。
それらに加えてヒルは『サンダーバード』の二本の映画『サンダーバード 劇場版』（1966年）と『サンダーバード6号』（1968年）にも関わった。また『決死圏SOS宇宙船』（1969年）ではデザイナーとして参加した。
1972年には新しく「グループ3プロダクションズ」（ジェリー・アンダーソン、シルヴィア・アンダーソン、ヒルの三名が出資した）が設立され、『プロテクター電光石火』と『スペース1999』を製作した。この会社は1975年に「ジェリー・アンダーソン・プロダクションズ」となり、『スペース1999』の第2期が製作された。

## 晩年
1977年に『スペース1999』第2期の製作が終了すると、ジェリー・アンダーソン・プロダクションズは解散された。ヒルは半ば引退生活となったが、様々な映画で絵コンテアーティストとして関わった。その映画には『ピンク・フロイド_ザ・ウォール（1982年）、『スカイ・バンディッツ』（1986年）、『アウトランド』（1981年）、『007/オクトパシー』（1983年）、『ザ・ラスト・デイズ・オブ・ポンペイ』（1984年）、『スーパーガール』（1984年）、『スーパーマン』（1978年）、『スーパーマンII』（1980年）等がある。ヒルはサリー州で1999年の第四半期に85歳で亡くなった。